# Rock Abrasion Tool

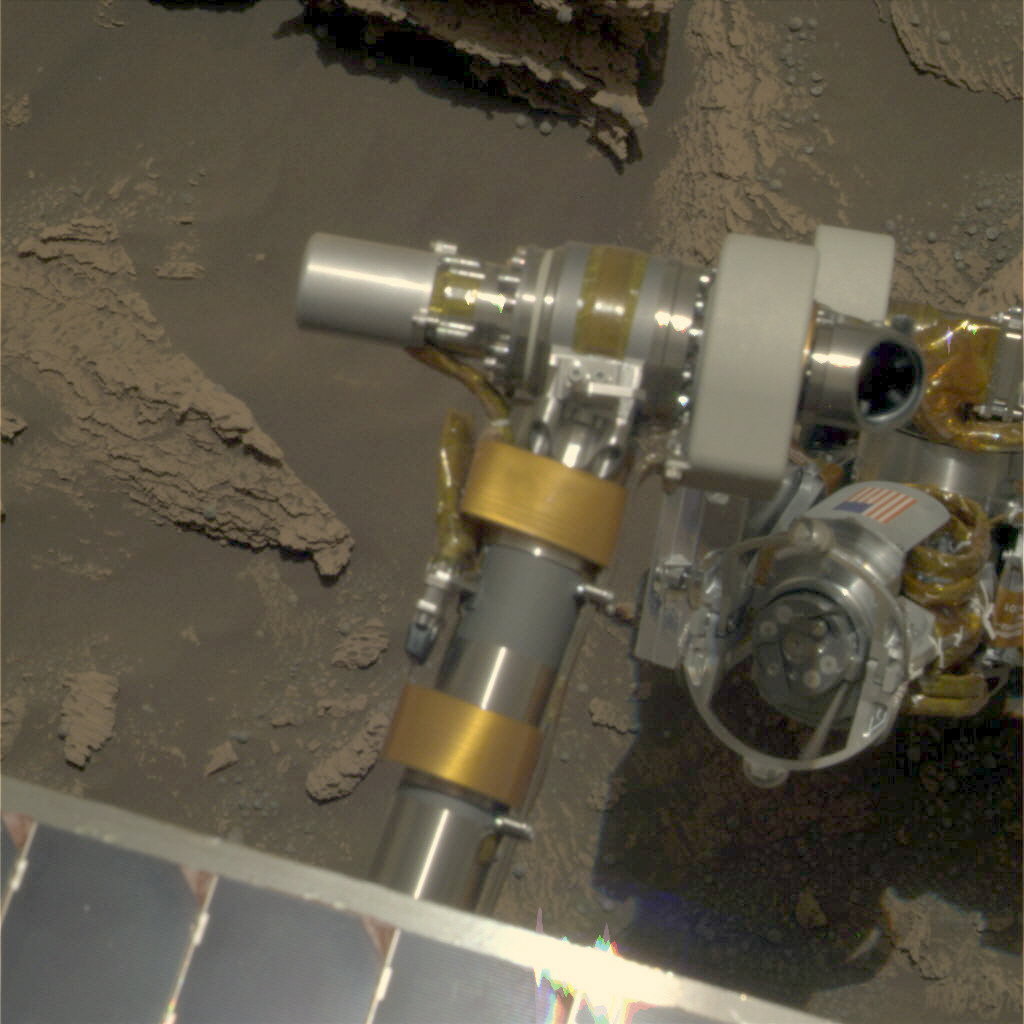
Rock Abrasion Tool на Марсе на манипуляторе марсохода Оппортьюнити.

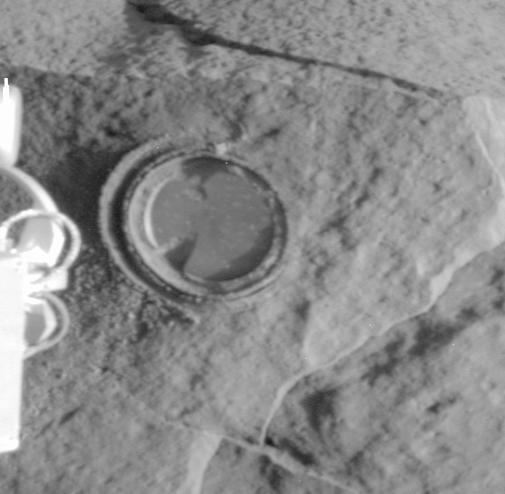
Углубление в камне Адирондак, проделанное при помощи RAT. Глубина бурения составляет 2,85 мм.

Rock Abrasion Tool (RAT) (с англ. — «Инструмент истирания камней») — шлифовально-щёточная установка двух марсоходов-близнецов космического агентства NASA — «Спирита» (MER-A) и «Оппортьюнити» (MER-B), которые совершили посадку на Марс в январе 2004 года. Инструмент был спроектирован, разработан и продолжает эксплуатироваться компанией Honeybee Robotics, являющейся разработчиком специализированных роботов, автоматизированных технологий и связанных с ними систем. Экран кабелей каждого из RAT выполнен из алюминия, извлечённого из развалин Всемирного торгового центра после событий 11 сентября 2001 года.
RAT стал первой научной установкой, которая получила доступ к внутренней структуре скал на другой планете. Марсианские породы не могут быть тщательно исследованы научными приборами марсоходов из-за скопившейся пыли и процессов окисления, поэтому исследуемый участок скалы вначале бурят, а затем очищают от пыли двумя металлическими щётками из нержавеющей стали. RAT закреплён на манипуляторе марсоходов, наряду с другими научными инструментами. RAT имеет массу 687 грамм, диаметр 7 см и длину 10 см. RAT имеет три электродвигателя постоянного тока с рабочим напряжением 27 В и мощностью примерно 11 Вт. Два полукруглых обода обеспечивают стабильность при бурении. Инструмент состоит из трёх подвижных частей: основной вращающейся головки и смонтированных на ней шлифовального резца и вращающейся маленькой щётки. Данная щётка может использоваться для очистки поверхности породы до процесса бурения. Благодаря этому горная порода может быть изучена с помощью набора инструментов до и после того, как поверхность была очищена или измельчена. RAT проделывает углубление в камне путём вращения шлифовального резца с частотой примерно 3000 об/мин, центр которого смещён от центра RAT на 11,11 мм. Шлифовальный резец имеет алмазное покрытие, в диаметре составляет 23,37 мм и 6,35 мм в ширину. Основная головка вращает шлифовальный резец вокруг центра RAT при очень низкой скорости — 0-1 об/мин, в конечном итоге делая один полный оборот. Сочетание высокой скорости вращения резца и низкой скорости вращения основной головки позволяет создавать круглую зону бурения диаметром 45 мм. Инструмент способен войти в породу на глубину 0,5 см. На основной вращающейся головке закреплено 4 магнита для сбора магнитных частиц пыли во время бурения. Проникновение в скалу происходит медленно — для предотвращения и сведения к минимуму изменений петрологических характеристик, химического состава и минералогии пород. Было установлено, что на Марсе шлифовальный резец изнашивается в 5 раз медленнее, чем при испытаниях в земных условиях. RAT был построен в количестве 4 единиц: по одному для «Спирита» и «Оппортьюнити» и два инженерных экземпляра для проведения тестов на Земле. Показания потребляемого тока во время шлифования и температура используются для получения информации о свойствах горных пород. Полный процесс бурения для плотного базальта занимает около 2 часов. Средняя потребляемая мощность во время работы составляет 30 Вт.
На борту обоих марсоходов есть ещё пять научных приборов: панорамная камера (Pancam), тепловой эмиссионный спектрометр (Mini-TES) для изучения объектов на расстоянии, микрокамеру (MI), мёссбауэровский спектрометр (MIMOS II) и рентгеновский спектрометр альфа-частиц (APXS). RAT обеспечивает для них гладкую и чистую поверхность, благодаря чему они могут проводить более точные измерения.
RAT был впервые применён в полевых условиях марсоходом «Спирит» на 34-м соле (6 февраля 2004 года) пребывания на красной планете. Он был поднесён к камню Адирондак, в результате чего инструмент углубился в породу на глубину 2,85 мм в течение трёх часов. С тех пор он использовался на многочисленных марсианских породах марсоходами миссии MER.